# Populus tremula
Populus tremula (choupo-tremedor)  é uma espécie de choupo, mais propriamente uma árvore do gênero Populus, pertencente à família Salicaceae. É nativa das regiões frias e temperadas da Europa e da Ásia, mas também pode ser encontrada no nordeste da África, mais especificamente na Argélia.
Árvore caducifólia de médio porte, cresce até 10 a 25 m de altura, com tronco até 1 m de diâmetro.